# Conquistador
Pour les articles homonymes, voir Conquistador (homonymie).
 (janvier 2009).
Si vous disposez d'ouvrages ou d'articles de référence ou si vous connaissez des sites web de qualité traitant du thème abordé ici, merci de compléter l'article en donnant les références utiles à sa vérifiabilité et en les liant à la section « Notes et références ».
 (mai 2017).

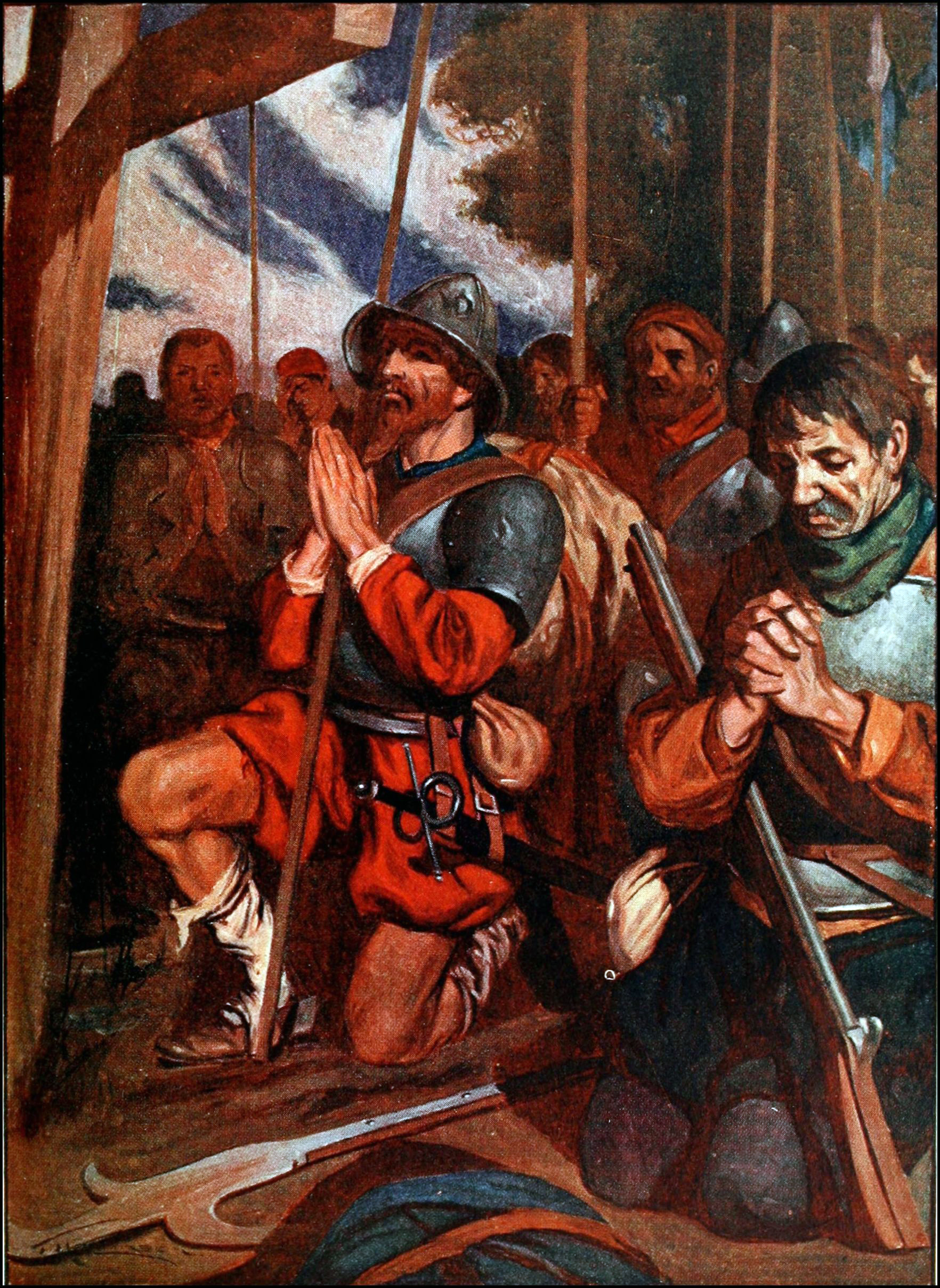
À la suite des conflits de partage de l'Amérique entre royaumes européens et des dénonciations des abus contre les indigènes, les conquistadors ont fait valoir la légitimité de leur invasion notamment en raison de la nécessité religieuse d'évangéliser les peuples du Nouveau Monde. C'est pourquoi on trouve beaucoup de représentations de conquistadors pieux, accompagnés de prêtres ou, ici, priant avant une bataille.

Les conquistadors, terme espagnol et portugais qui signifie en français « conquérants », sont des explorateurs et plus généralement les chefs d'expédition et leurs soldats qui ont exploré puis conquis le Nouveau Monde du XVe au XVIe siècle pour la couronne de Castille, participant directement à la conquête de l'Amérique. Cet épisode de l'histoire est désigné sous le terme colonisation espagnole des Amériques. Un processus similaire eut lieu ultérieurement dans le Pacifique, aux Philippines et à Guam. Plus que de simples explorateurs (dans le sens aventuriers, ou grands navigateurs), ils ont un caractère essentiellement militaire. Au Brésil, le terme utilisé pour la colonisation est bandeirante.

## Historique
Les voyages de Christophe Colomb en 1492, 1493, 1498 et en 1502 ont permis à l'Espagne d'envoyer des colons sur le continent américain. Peu de temps après le retour de Colomb, des expéditions furent organisées pour conquérir et évangéliser le Nouveau Monde.
Les chefs de ces expéditions étaient appelés conquistadors. Ce nom évoquait la Reconquista (711-1492), la reconquête des territoires de la péninsule Ibérique occupés par les musulmans.

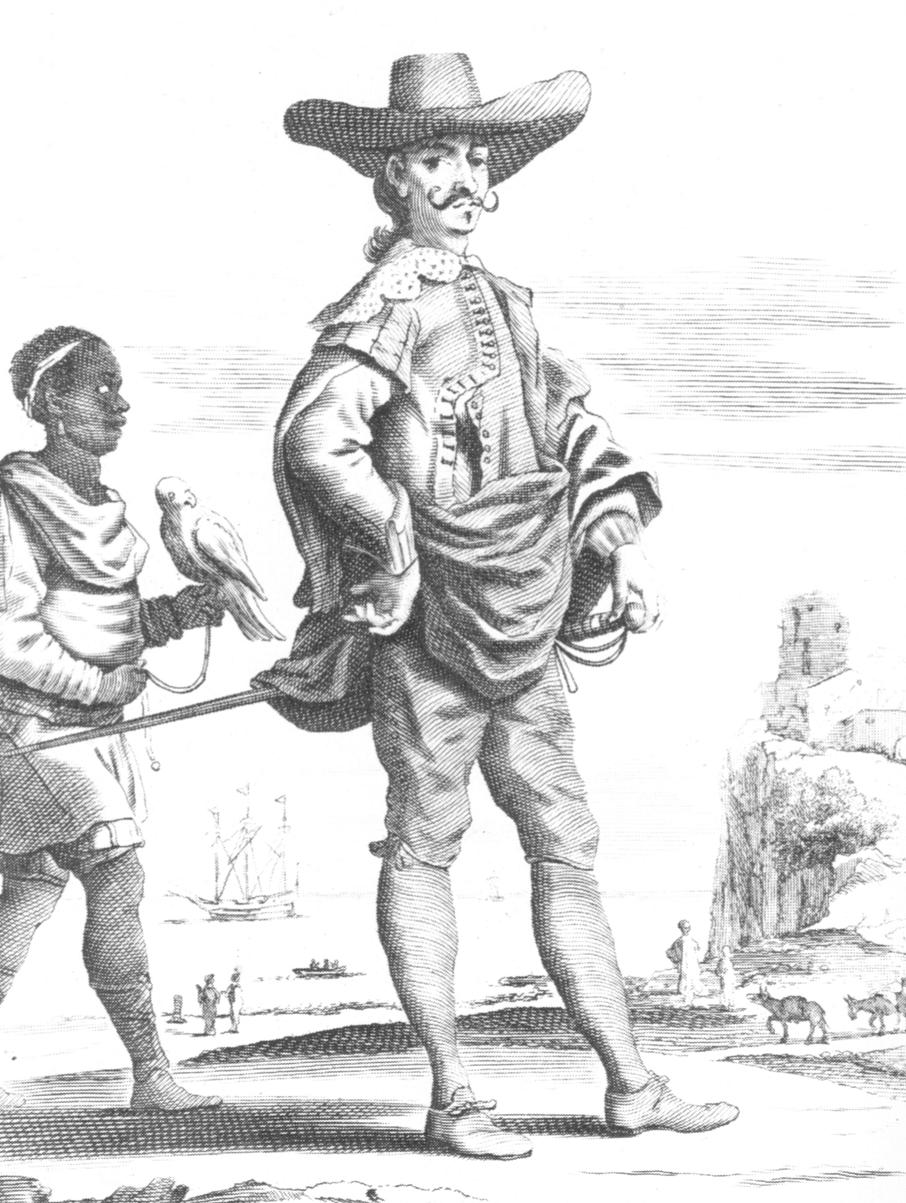
Portrait d'un hidalgo.

De nombreux conquistadors étaient des hobereaux (nobles peu fortunés) hidalgos, dont beaucoup venaient d'Estrémadure. Individualistes et mercenaires dans l'âme, cette activité leur permettait de s'enrichir dans les « Indes » car ils ne pouvaient pas le faire en Europe.

### Les pionniers
Les premiers conquistadors connus sont Juan Ponce de León, qui conquit Porto Rico en 1508, Diego Velázquez (compagnon de Colomb) qui prit Cuba en 1511 et Vasco Núñez de Balboa qui fonda en 1512 la première colonie sur le continent, dans l'actuel Panama et découvrit le Pacifique.
Parmi les succès les plus mémorables des conquistadors se trouvent ceux de Hernán Cortés au Mexique, qui fut le premier à établir des contacts diplomatiques avec les autochtones à Cozumel, où les Espagnols rencontrèrent des Mayas qui les accueillirent chaleureusement et offrirent à Cortés de la nourriture, des plumes et de l'or. Francisco Pizarro et Diego de Almagro au Pérou, avec des troupes bien inférieures en nombre à celles des empires qu'ils agressaient, restent connus pour avoir aisément soumis et éliminé les plus puissants souverains, aidés par une supériorité technologique certaine, des circonstances politiques exceptionnellement favorables, ainsi que par la propagation de nombreuses maladies apportées par les Européens et les Africains, qui décimèrent les habitants du Nouveau Monde pour qui elles étaient complètement nouvelles (variole, grippe, typhus…).

### Développement
Des rumeurs faisant état de cités d'or circulèrent rapidement à leur retour en Europe. On racontait qu'une ville merveilleuse portant le nom de Cibola avait été découverte en Amérique du Nord, et l'Eldorado en Amérique du Sud. Ces histoires furent à l'origine de nombreuses expéditions qui partirent à la recherche de ces cités, mais beaucoup revinrent bredouilles ou en ramenant moins d'or qu'elles n'espéraient. Elles trouvèrent d'autres métaux précieux comme l'argent qui, lui, était particulièrement abondant (mines du Potosí).

### Partage du monde

Le monde partagé entre conquistadors espagnols et portugais.

### Témoignage des conquistadors

#### Critique de la conquête
Certains Espagnols, comme Bartolomé de las Casas prirent la défense des populations autochtones, car un certain nombre de conquistadors se montrèrent cruels envers les indigènes qu'ils massacrèrent ou réduisirent en esclavage. Mais d'autres (tel Cortés) eurent en général de bons rapports avec les populations indigènes[Information douteuse]. En 1542, des lois pour protéger les indigènes furent promulguées, mais peu d'administrations coloniales les respectèrent quand elles entraient en opposition avec les profits - en particulier miniers.
En 1552, Bartolomé de Las Casas publia Brevísima relación de la destrucción de las Indias, livre dont se servirent les autres puissances européennes pour critiquer avec un rien d'hypocrisie la colonisation espagnole et en faire souvent un prétexte pour attaquer les galions qui amenaient ces immenses richesses dans la métropole.
Les abus des conquistadors ont été dénoncés dans la lettre apostolique Immensa Pastorum Principis (Benoît XIV, 20 décembre 1741) et l'encyclique Lacrimabili Statu (Pie X, 7 juin 1912).

## Liste de conquistadors espagnols
Voici une liste de conquistadors et explorateurs espagnols. Vous trouverez entre parenthèses la date des lieux conquis ou explorés et les années concernées.

### Panama, Colombie et Venezuela
- Vasco Núñez de Balboa (Panama, 1510-1519)
- Juan de Valdivia (Panama)
- Martín Fernández de Enciso (Panama)
- Alonso de Ojeda (Panama)
- Rodrigo de Bastidas (Panama)
- Juan de la Cosa (Panama, 1509-1510)
- Diego de Nicuesa (Panama, 1506-1511)
- Gonzalo Jiménez de Quesada (Colombie, 1536-1537, Venezuela, 1569-1572)
- Francisco Fajardo (Venezuela)

### Pérou, Amazone et Équateur
- Diego de Almagro (Pérou, 1524-1535, Chili, 1535-1537)
- Sebastián de Belalcázar (Équateur et Colombie, 1533-1536)
- Francisco de Orellana (fleuve Amazone, 1541-1543)
- Francisco Pizarro (Pérou, 1509-1535)
- Juan Pizarro (Pérou, 1536)
- Gonzalo Pizarro (Pérou, 1540-1542)
- Carlos Juan de Mendado (Argentine, 1595-1597, Patagonie 1601-1609, Terre de Feu, 1619-1624)
- Hernando de Soto (Pérou, 1532-1536)
- Francisco de Carvajal

### Mexique, côte des États-Unis et Yucatán
- Hernández de Córdoba (Yucatán, 1517)
- Diego de Mendes (Yucatán, 1506-1512)
- Pedro de Alvarado (Mexique, 1519-1521, Guatemala, 1523 -1527, Pérou, 1533-1535, Mexique, 1540-1541)
- Lucas Vázquez de Ayllón (côte est des États-Unis, 1524-1527)
- Álvar Núñez Cabeza de Vaca (Sud-Est des États-Unis, 1527-1536, Amérique du Sud, 1540-1542)
- Francisco Vásquez de Coronado (Sud-Est des États-Unis, 1540-1542)
- Diego Orrado (Mexique, 1511-1543)
- Hernán Cortés (Mexique, 1518-1522, Honduras, 1524, Basse-Californie, 1532-1536)
- Juan de Garay (Amérique du Sud, 1543-1583)
- Ruy González (Mexique, à partir de 1520)
- Juan de Grijalva (Yucatán, 1518)
- Francisco de Montejo (Yucatán, 1527-1546)
- Pánfilo de Narváez (Floride, 1527-1528)
- Cristóbal de Olid (Honduras, 1523-1524)
- Juan Ponce de León (Porto Rico, 1508, Floride, 1513 et 1521)
- Gaspar de Portolà (Californie, 1769-1770)
- Hernando de Soto (Panama, Nicaragua et Honduras 1523, Sud-Est des États-Unis, 1539-1542)
- Martín de Ursúa, (Petén, une région du Guatemala, 1696-1697)
- Pedro de Valdivia (Chili, 1540-1553)
- Diego Velázquez de Cuéllar (Cuba, 1511-1519)
- Lope de Aguirre

## Les explorateurs portugais
- Antonio de Abreu (Indonésie, XVIe siècle)
- Afonso de Albuquerque (Inde 1503, Madagascar 1505, île de Socotora 1506, Ormuz 1507, Goa 1510)
- Pêro de Alenquer (en) (Côte africaine, XVe siècle)
- Francisco de Almeida (Inde, XVIe siècle)
- Francisco Álvares (Éthiopie, XVIe siècle)
- Jorge Álvares (Chine, XVIe siècle)
- Fernão Pires de Andrade (Chine, XVIe siècle)
- Diogo de Azambuja (côte d'Afrique du Nord, XVe siècle)
- Pêro de Barcelos (Amérique du Nord, XVe et XVIe siècles)
- Pedro Álvares Cabral (Brésil, 1500, Madagascar)
- João Rodrigues Cabrilho (Californie, XVIe siècle)
- Álvaro Caminha (Saint Tomé et Príncipe, XVe siècle)
- Pero Vaz de Caminha (Brésil, XVIe siècle)
- Gonçalo Coelho (côte d'Amérique du Sud, XVe et XVIe siècles)
- Nicolau Coelho (Brésil, XVe siècle)
- Diogo Álvares Correia (Brésil, XVIe siècle)
- João Corte-Real (Terre-Neuve, XVe et XVIe siècles)
- Gaspar Corte-Real (Terre neuve, XVe et XVIe siècles)
- Miguel Corte-Real (Terre neuve, XVe et XVIe siècles)
- Pêro da Covilhã (Éthiopie, XVe et XVIe siècles)
- Tristan da Cunha (île Tristan da Cunha, XVIe siècle)
- Bartolomeu et Pêro Dias (cap de Bonne-Espérance, XVe siècle)
- Diogo Dias (îles du Cap-Vert, Brésil, Madagascar, XVe siècle)
- Gil Eanes (côte d'Afrique du Nord, XVe siècle)
- Pedro Escobar (Saint Tomé et Príncipe, XVe siècle)
- Álvaro Fernandes (côte d'Afrique, XVe siècle)
- Baltazar Fernandes (en) (Brésil, XVIIe siècle)
- Duarte Fernandes (en) (Thaïlande, XVIe siècle)
- Estevão da Gama (océan Indien, XVIe siècle)
- Paulo da Gama (route de l'Inde par la mer, XVe siècle)
- Vasco de Gama (route de l'Inde par la mer, XVe et XVIe siècles)
- André Gonçalves (Brésil, XVe et XVIe siècles)
- Antão Gonçalves (côte d'Afrique de l'Ouest, XVe siècle)
- Lopo Gonçalves (océan Atlantique, XVe siècle)
- João Grego (en) (côte d'Afrique, XVe siècle)
- João Infante (en) (côte d'Afrique, XVe siècle)
- João Fernandes Lavrador (Labrador, XVe et XVIe siècles)
- Gaspar de Lemos (Brésil, XVe siècle)
- Fernand de Magellan (tour du monde, XVe et XVIe siècles)
- Lourenço Marques (Mozambique XVIe siècle)
- Álvaro Martins (Terre neuve, Afrique du Sud, XVe siècle)
- Pedro de Mascarenhas (océan Indien, XVIe siècle)
- Antonio de Noli (île du Cap-Vert, XVe siècle)
- Fernão de Noronha (océan Atlantique, XVe et XVIe siècles)
- João da Nova (océan Atlantique et océan Indien XVIe siècle)
- Paulo Dias de Novais (Angola, XVIe siècle)
- Duarte Pacheco Pereira (océan Atlantique, Brésil, XVe siècle)
- Bartolomeu Perestrelo (île de Madère, XVe siècle)
- Alexandre de Serpa Pinto (cap de Bonne-Espérance, XIXe siècle)
- Fernão Mendes Pinto (Inde, Asie du Sud-Est, Japon, XVIe siècle)
- Fernão do Pó (côte d'Afrique de l'Ouest, XVe siècle)
- Pedro Fernandes de Queirós (Océanie, XVIe et XVIIe siècles)
- Diogo Rodrigues (île de La Réunion, XVIe siècle)
- Francisco Serrão (Indonésie, XVIe siècle)
- Diogo Silves (Açores, XVe siècle)
- Pêro de Sintra (côte d'Afrique de l'Ouest, Sierra Leone, XVe siècle)
- Martim Afonso de Sousa (exploration du Brésil, XVIe siècle)
- Pedro Teixeira (fleuve Amazonie, XVIIe siècle)
- Tristão Vaz Teixeira (île de Madère, XVe siècle)
- Luis Váez de Torrès (Australie, XVIIe siècle)
- Nuno Tristão (côte d'Afrique de l'Ouest, Guinée-Bissau, XVe siècle)
- Gonçalo Velho (Açores, XVe siècle)
- João Gonçalves Zarco (île de Madère, XVe siècle)